# Anna (cognome)
Anna è un cognome di lingua italiana.

## Varianti
Annarumma, Annella, Annuzza, Annuzzi, D'Anna, Danna, De Anna, Deanna, Dell'Anna, Di Anna.

## Origine e diffusione
Cognome panitaliano, compare prevalentemente in Italia meridionale.
Potrebbe derivare dal prenome Anna e dalla santa che porta questo nome.
La variante D'Anna è tipicamente siciliana; De Anna è sardo.